# Alice Brown Chittenden

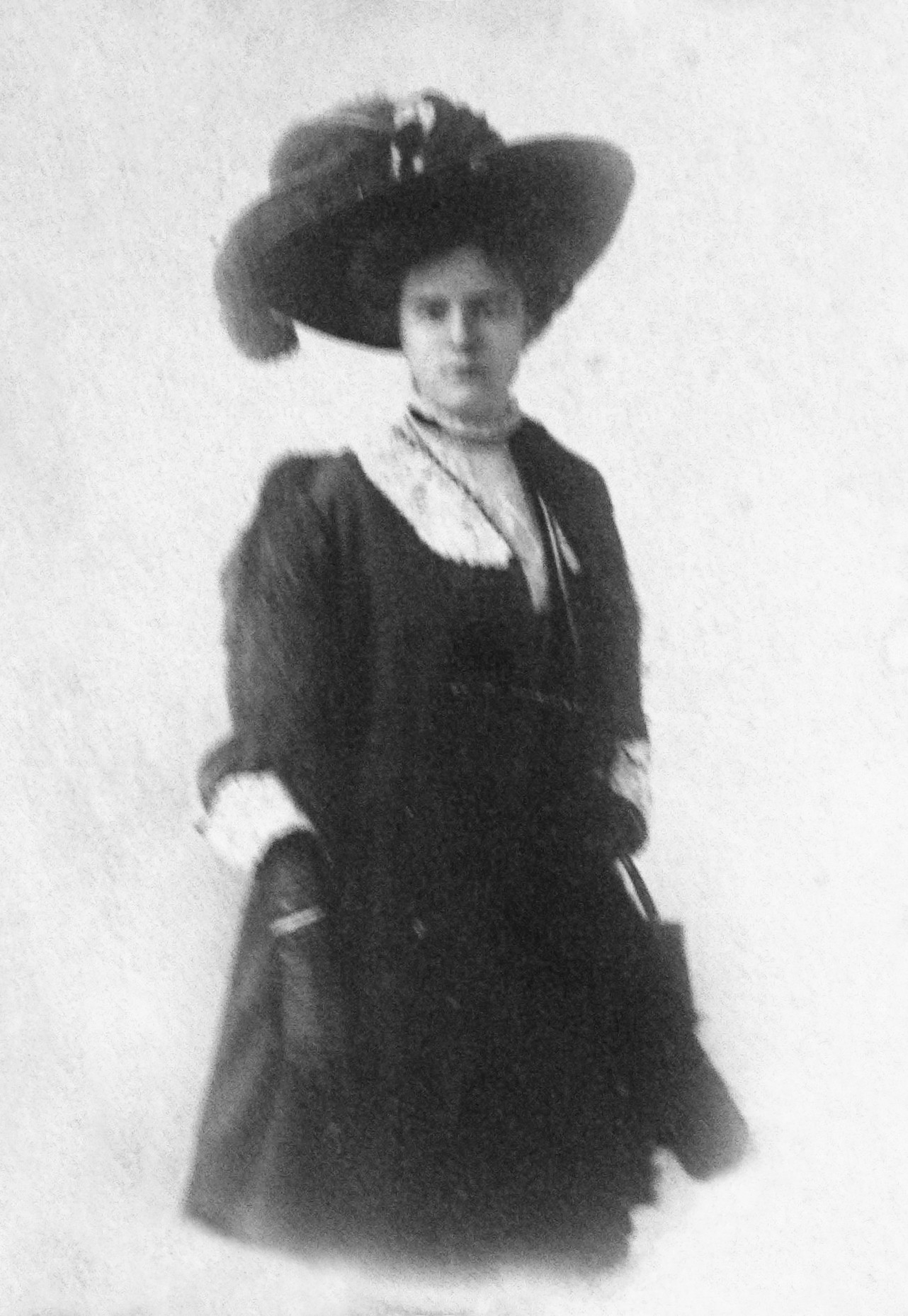
Alice Brown Chittenden

Alice Brown Chittenden (* 14. Oktober 1859 in Brockport, Monroe County, New York; † 13. Oktober 1944 in San Francisco, Kalifornien) war eine US-amerikanische Malerin, die vor allem Blumen, Porträts und Landschaften gemalt hat und dafür verschiedene Preise gewonnen hat. Außerdem unterrichtete sie von 1897 bis 1941 am Mark Hopkins Institute of Art (heute San Francisco Art Institute).

## Leben

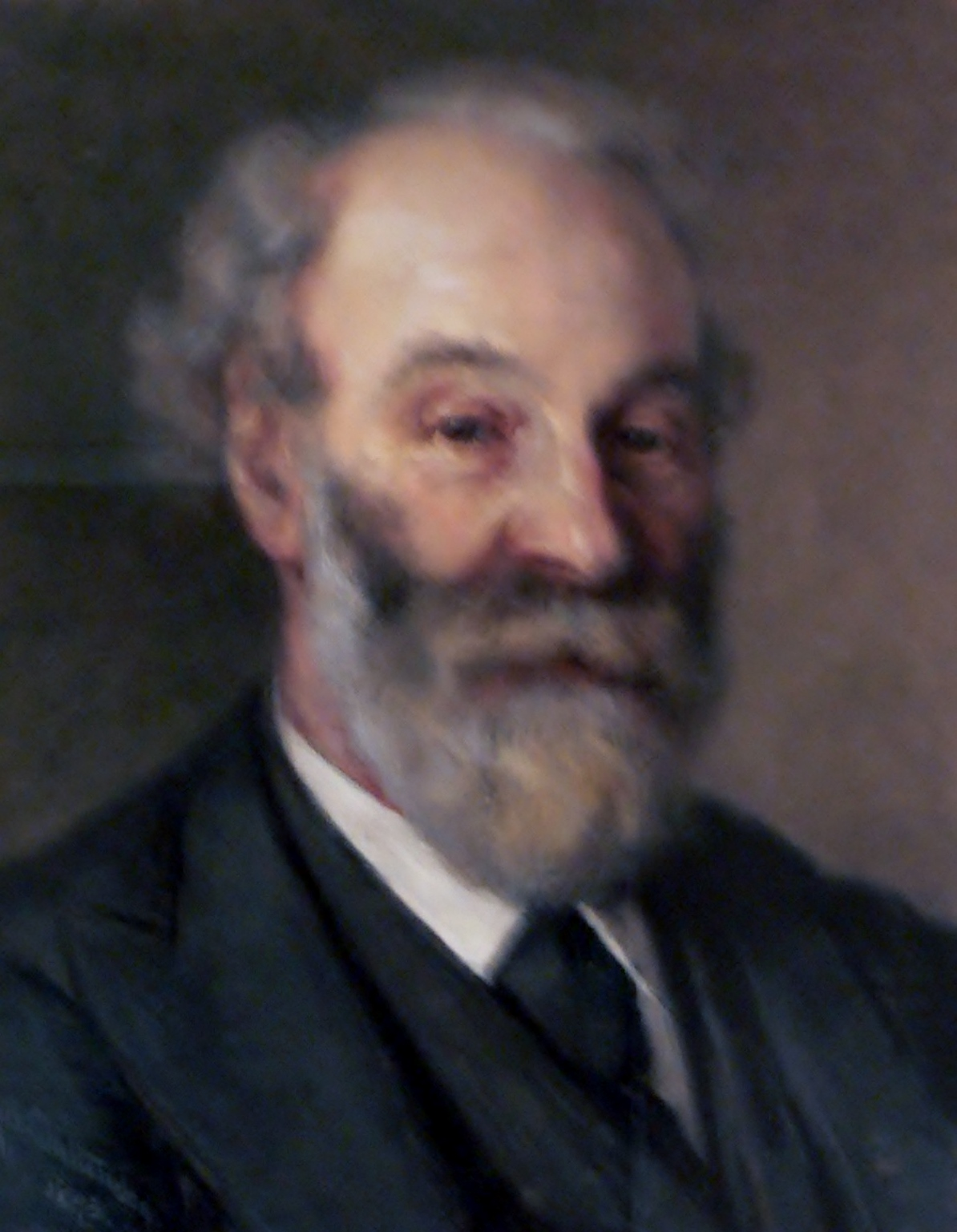
Joseph Gladding Chittenden, 1893
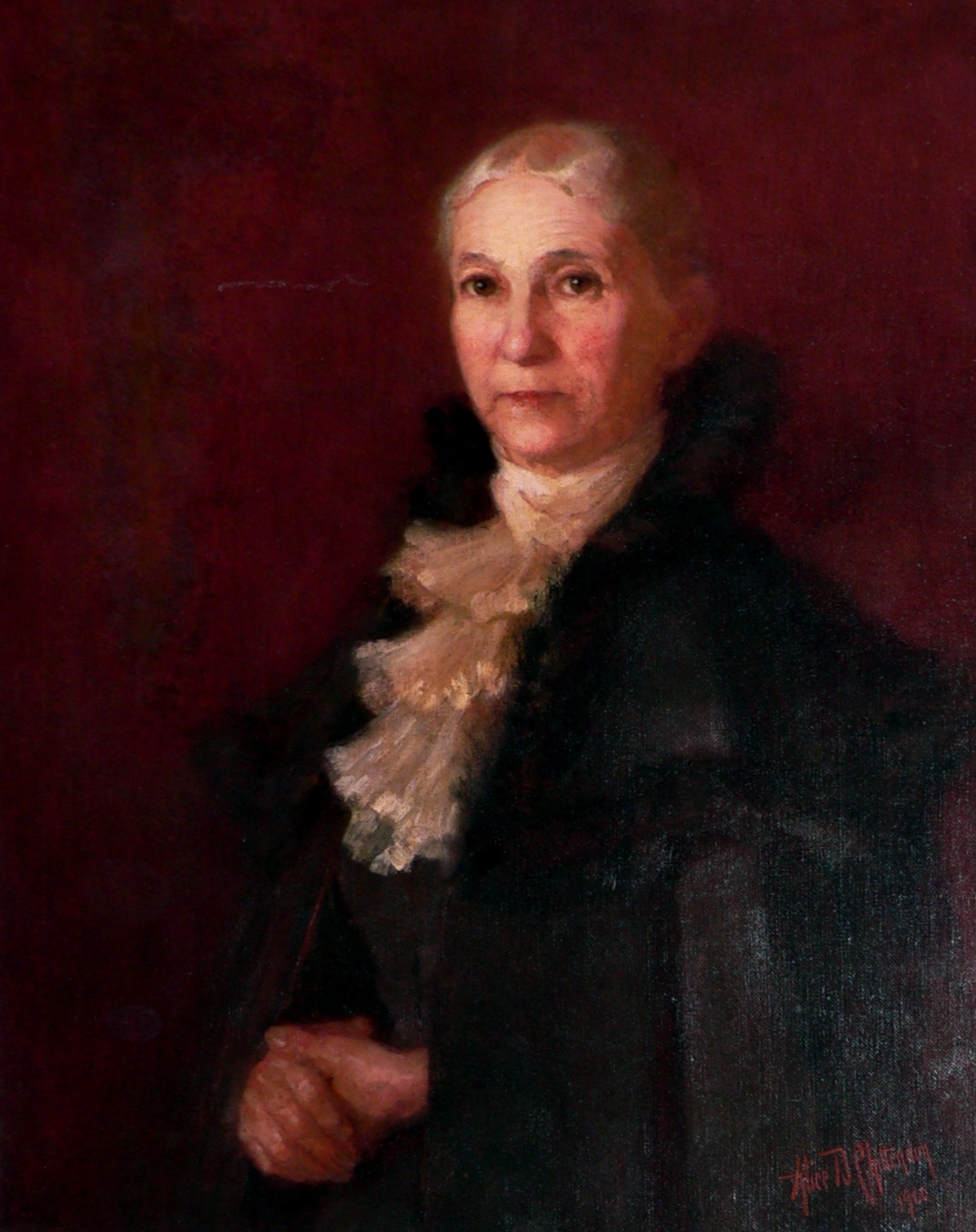
Ann Miriam Green Chittenden, 1893

Alice Brown Chittenden wurde am 14. Oktober 1859 als Tochter von Joseph Gladding Chittenden (1826–1897) und Ann Miriam Green Chittenden (1826–1901) in Brockport im US-amerikanischen Bundesstaat New York geboren. Ihre Eltern waren eigentlich im Jahr zuvor nach San Francisco gezogen, ihre Mutter kehrte jedoch für ihre Geburt nach Brockport zurück. Alice Chittenden hatte außerdem eine zwei Jahre jüngere Schwester, Carrie.
Da ihr Vater in einer Holzfabrik in San Francisco arbeitete, besuchte Alice Chittenden die Denman Grammar School vor Ort. Als sie 1876 graduierte, gewann sie die Silbermedaille als Zweitbeste ihres Jahrgangs. Im Anschluss studierte sie von 1880 bis 1882 an der School of Design (heute San Francisco Art Institute), wo sie auch verschiedene Medaillen für ihre Bilder gewann. 1886 heiratete sie Charles Parshall Overton, verließ ihn jedoch bereits ein Jahr später und kehrte zu ihren Eltern zurück. Einige Monate später wurde ihre Tochter Miriam Overton geboren. Im Jahre 1897 starb ihr Vater. Alice Chittenden ließ sich daraufhin 1900 von ihrem Mann scheiden und lebte mit ihrer Tochter und ihrer Mutter weiterhin in San Francisco. Alice Chittenden hat danach nicht wieder neu geheiratet.
Alice Brown Chittenden starb am 13. Oktober 1944 im Alter von 84 Jahren in San Francisco, einen Tag vor ihrem 85. Geburtstag.

## Auszeichnungen
Alice Chittenden gewann unter anderem die folgenden Auszeichnungen:
- Goldmedaille: San Francisco Exposition of Arts and Industries, 1891
- zwei Silbermedaillen: California State Fair, 1891/92
- Silbermedaille: San Francisco Industrial Exposition, 1893
- Silbermedaille: California Mid Winter International Exposition, 1894
- Silbermedaille: World’s Columbian Exposition, Chicago, 1902/03
- Silbermedaille: Alaska-Yukon-Pacific Exposition of Seattle, 1909
- Silbermedaille: Lewis and Clark Centennial Exposition of Portland, 1905

## Galerie

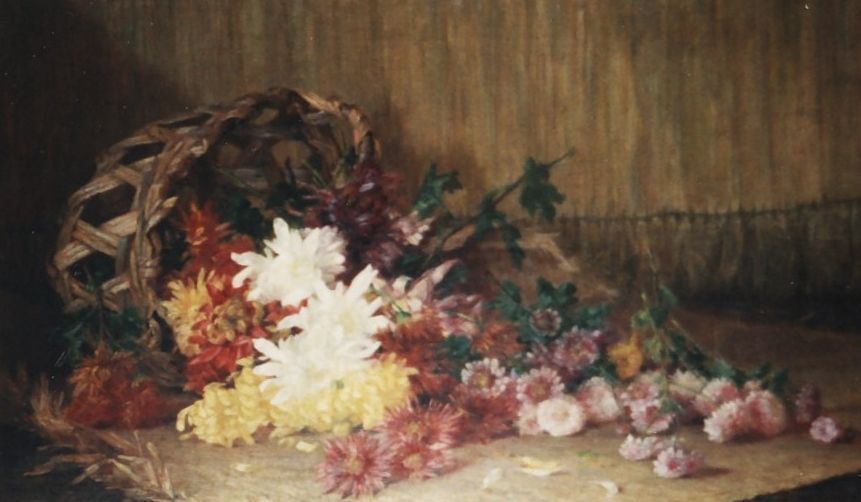
Crysanthemums, 1888
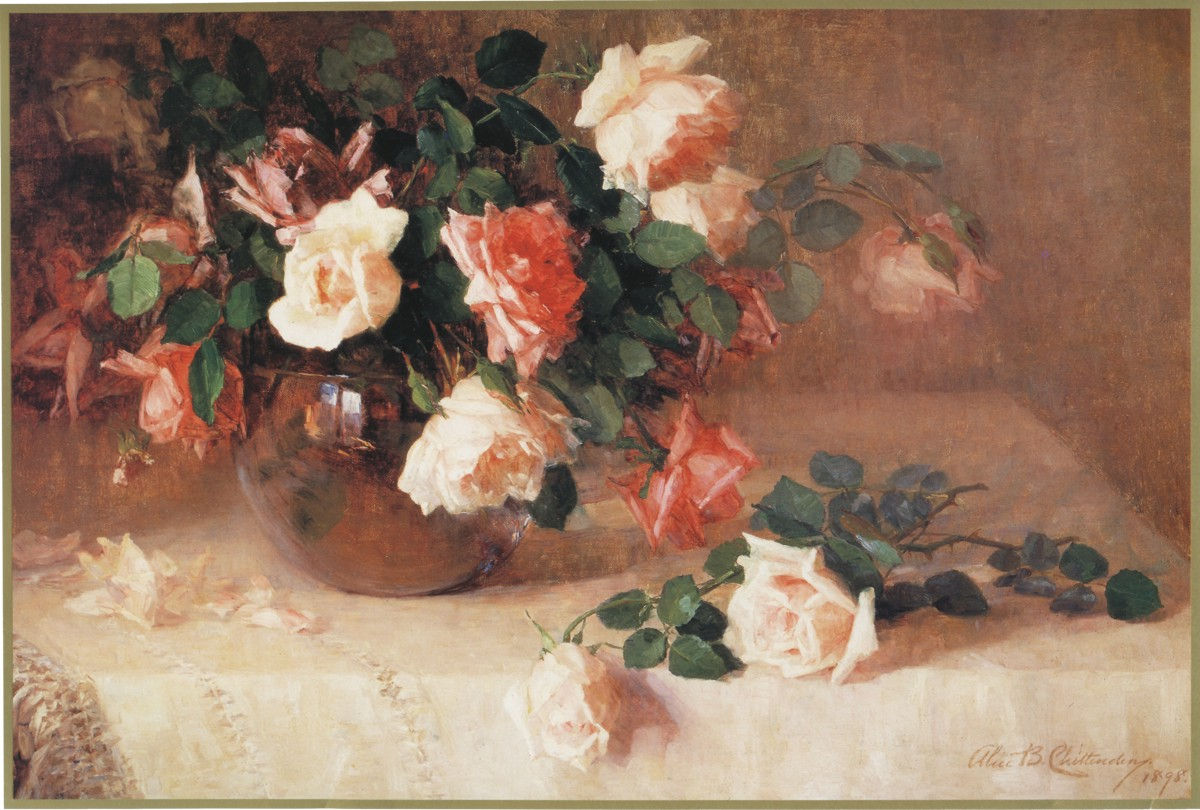
Roses, 1898
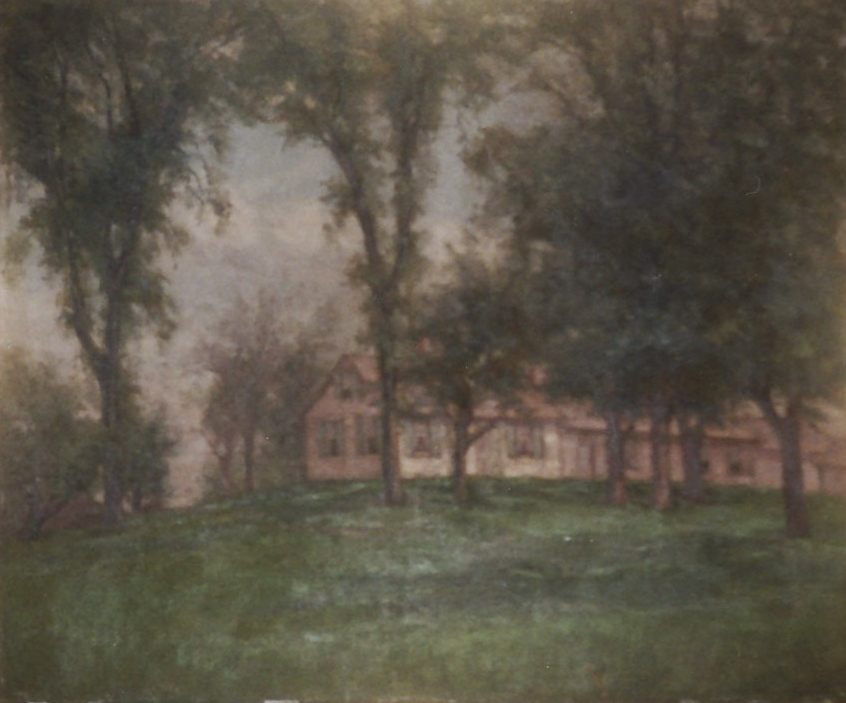
Wiscasset Farm, ca. 1902–1904
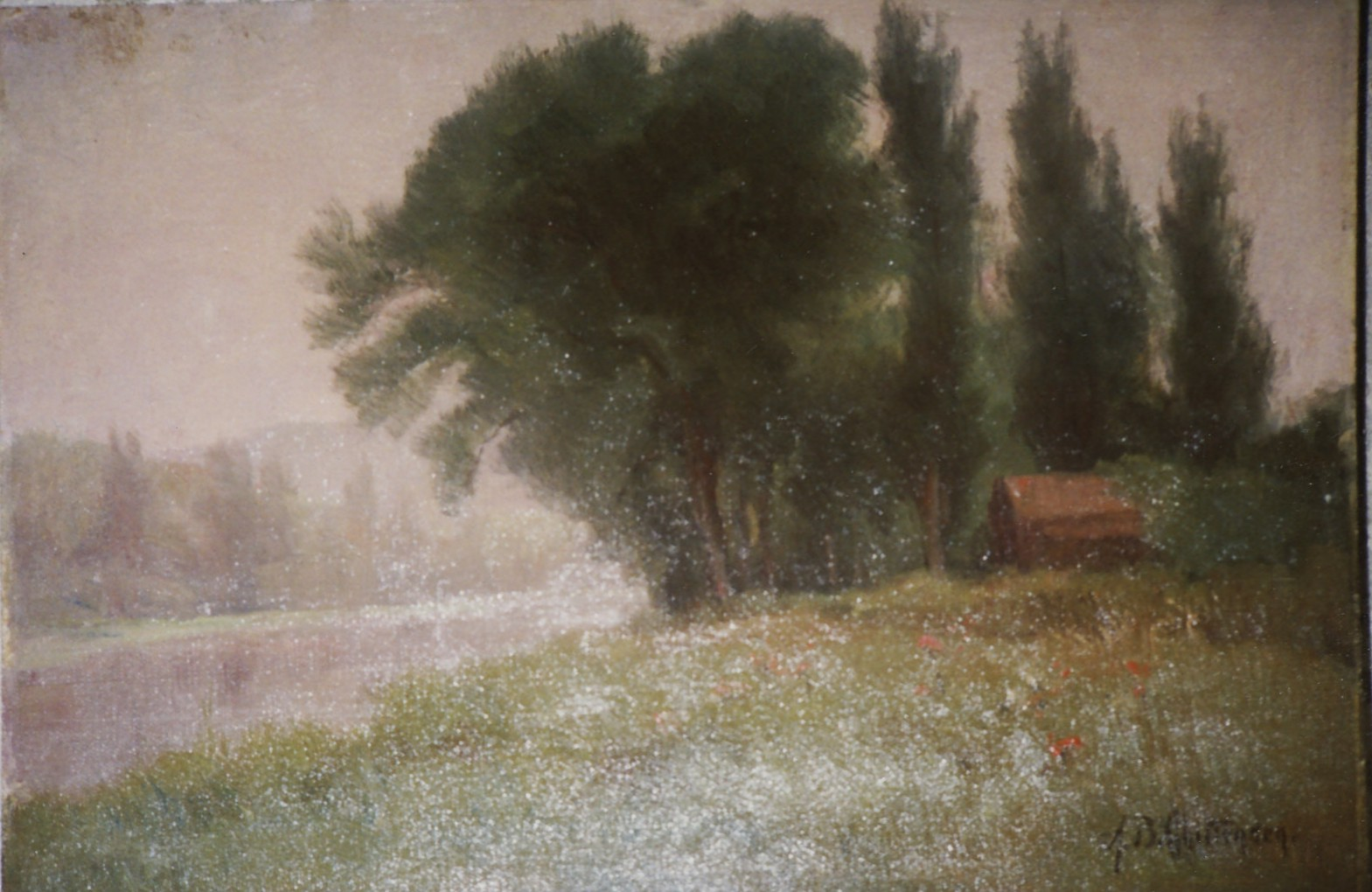
La Seine at Bougival, 1907